# Benito Prieto Coussent
Benito Prieto Coussent (Ribadeo, Lugo; 6 de junio de 1907 – Granada, 3 de febrero de 2001) fue un pintor español, cuya obra, ligada a una personal comprensión del realismo, se desarrolló entre su Galicia natal y Granada. Formado en la Real Academia de San Fernando de Madrid, donde coincide, entre otros, con Salvador Dalí, su carrera se desarrollará en torno a la docencia y fundamentalmente a la práctica pictórica.
Su más emblemática obra, Cristo en la Cruz, es reconocida como una singular y revolucionaria aportación a la tradicional iconografía de Cristo crucificado.
Su mundo interior, su independencia y la fuerza expresiva del artista, han hecho que la crítica considere a Benito Prieto como “El pintor de la soledad reflexiva”, según José García Román.

## Biografía

### Formación
Nació en Ribadeo, Lugo, el 6 de junio de 1907. Hijo de un fotógrafo de prestigio, de quien Benito aprendió los secretos de la luz, la composición y la expresión de los retratos. Desde muy joven muestra gran curiosidad e inquietud por todo y siempre a la búsqueda del ideal y la belleza, manifestándose mediante el dibujo primero, y muy pronto también por la pintura. Las primeras experiencias artísticas le llegan casi jugando, cuando le dejan utilizar los utensilios del pintor tardo romántico Dionisio Fierros, a cuya casa acudía el joven en compañía de Dionisio Gamallo Fierros, su nieto, que llegó a ser gran literato y humanista, y que compartió con Benito amistad e influencia mutua desde aquella niñez hasta el resto de sus vidas.

Las incipientes obras pictóricas del joven Benito Prieto, sin duda influenciadas por los clichés de los modelos de tipos populares fotografiados por su padre, apuntan ya las maneras del futuro artista, con obras ya muy depuradas. A los quince años es pensionado por la Diputación de Lugo para estudiar en Madrid, y al no tener la edad mínima reglamentaria para el ingreso en la Academia de Bellas Artes de San Fernando, pasó en la capital de España un año bajo la tutela de su paisano, gran grabador, Manuel Castro Gil. 

Fotografía de Benito Prieto con los alumnos y canteros ante el bloque de Valle Inclán. (1936)

 Finalmente fue admitido en la Escuela Especial de Pintura, Escultura y Grabado, donde cursó estudios con gran aprovechamiento y consiguió varios premios especiales. Tuvo maestros tan prestigiosos como Cecilio Plá, Manuel Benedito, José Moreno Carbonero y Julio Romero de Torres, y compañeros tan singulares como Salvador Dalí, con quien Prieto mantendría una tormentosa relación amor-odio desde entonces.

### Docencia
Terminada su formación consigue inmediatamente plaza de profesor de dibujo y, gracias a su brillante expediente, se le ofrece destino en Barcelona y Madrid, pero el joven profesor elige Galicia y se incorpora al Instituto de Tuy. Allí participa en los novedosos sistemas pedagógicos impulsados por la República y desarrolla toda su inquietud didáctica experimental. No se contenta con programas y horarios establecidos, sino que los amplía dando clases nocturnas y gratuitas a los obreros. Realiza, junto con sus alumnos, numerosas actividades, entre las que destacan la fundación de la revista cultural Tude, que fue órgano difusor de arte, literatura y pensamiento del colectivo estudiantil. Otras actividades a destacar fueron la ejecución de monumentos de granito a Sócrates y al literato Valle Inclán, o la realización de final de curso con trabajos y experiencias tan significativas que la prensa de la época titula, por ejemplo “Resurrección del Románico en el Instituto Tuy”.
Por toda esta labor, Benito Prieto fue nombrado Director honorario del Instituto y celebran banquetes y homenajes en su honor.

### Etapas artísticas

#### Guerra Civil

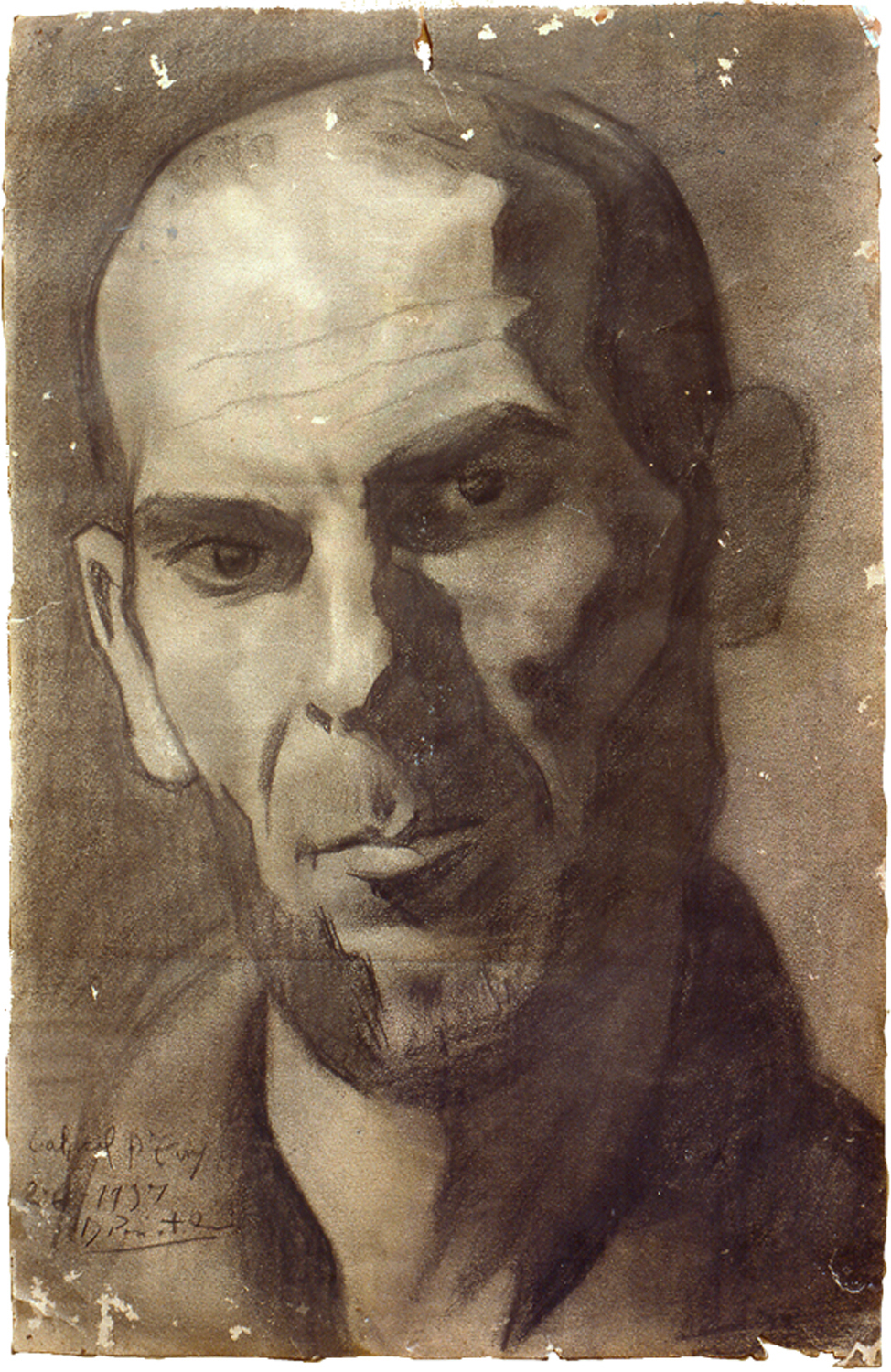
Retrato del anarquista Jerónimo Rodríguez, condenado a muerte, reo en la cárcel de Tuy. (1937)

Recién terminado el curso 1935-1936 estalla la Guerra Civil. Benito Prieto es detenido en su casa de Ribadeo, acusado de simpatizar y ayudar a obreros y anarquistas, por lo que es encarcelado en el presidio de Tuy. Aquel oscuro episodio de la cárcel marcará profundamente el carácter y la sensibilidad del artista para toda su vida. Se salva de la muerte de milagro, habiendo pintado en la mazmorra hasta 24 retratos de sus compañeros de infortunio, en los últimos momentos de sus vidas, ya que muchos de ellos fueron fusilados.
Al salir de la cárcel, Benito es llamado a filas e incorporado al batallón Zaragoza 530, pero será conducido al Monasterio de Guadalupe, donde se le aparta de las filas y es acogido y protegido por los frailes franciscanos. 

Allí también retrata el pintor a militares y religiosos, dejando varias obras, entre ellas, el cuadro que el cierra el ciclo de los milagros de la Virgen, en el claustro mudéjar del monasterio.

#### Padul
Acabada la Guerra sale el pintor de Guadalupe y contrae matrimonio con una farmacéutica y maestra granadina que ejercía en tierras gallegas. El matrimonio traslada pronto su residencia a la pequeña localidad de Padul, cerca de Granada, lugar en el que discurrirán los años centrales de la vida de Prieto, y donde realiza la parte más significativa y emblemática de su obra, como sus famosas versiones de Cristo en la Cruz. Entra el artista en este periodo en una etapa de introspección, de creativa soledad, apartándose del mundo exterior. El aislamiento es roto solo por esporádicos viajes a Madrid, donde era reclamado como retratista y, excepcionalmente, un largo viaje y estancia en Turquía entre 1955 y 1956, donde pinta entre otras obras Las ruinas de Éfeso. En Granada, y a pesar de su voluntaria vida de retiro en el pueblo de Padul, el artista traba amistad con distintos personajes de la vida social y cultural de la época, como Antonio Gallego Burín, García Velez, Gabriel Morcillo, Elena Martín Vivaldi, etc., y de los que muchos dejó plasmada la efigie, reafirmando su ya afamada calidad de retratista.
En esta época, el pintor se ve interesado por la búsqueda de la belleza y el alma profunda de las cosas y las personas. Pinta una serie de retratos de gran introspección psicológica y estudios y bodegones de objetos humildes, de extraña poesía.
En el año 1970 se data su cuadro El padre Damián, paradigma de la pintura expresiva y rotunda de Benito Prieto, obra de gran calidad técnica. El cuadro, de grandes dimensiones, fue donado por su autor a la Real Academia de Bellas Artes de Nuestra Señora de las Angustias de Granada, al ser nombrado académico numerario en el año 1983, ocupando el sillón de D. Gabriel Morcillo, artista a quien Prieto admiró profundamente. En la actualidad se ha planteado y gestiona por la Academia el traslado del cuadro para su exhibición permanente en la iglesia de Santa María de la Alhambra.

#### Madurez
Dentro del inconformismo que caracteriza su quehacer artístico, la obra de Prieto se va haciendo cada vez más exigente. El artista especula y destruye gran parte de su producción, y acomete proyectos de gran envergadura, cargados de crítica y de mensajes dirigidos al hombre y a la sociedad. Ejemplo de ello son dos gigantescos cuadros: Quién me librará de este cuerpo de muerte y El peregrino de la Paz. En este último cuadro trabajó el pintor durante más de veinte años.

## Obra

### "Los Cristos"
“En cada pincelada , en cada sombra, hay una gota de mi propia sangre y mi sudor de esclavo sometido al yugo del amor y el esfuerzo. Mi Cristo es también mi calvario, y acaso mi gloria”.
La obra más representativa de Prieto Coussent es sin duda Cristo en la Cruz, datada en 1948, cuadro que marcó drásticamente su carrera. Obra de larguísima gestación, fue precedida de multitud de estudios y bocetos, con los que el pintor nunca estaba satisfecho, y de los que acabó rehaciendo y destruyendo en muchos casos. Además, el pintor encontró numerosas y muy serias dificultades que hicieron más difícil aún el proyecto.
Este cuadro tuvo continuamente obsesionada la mente del artista, en torno a la idea de desarrollar una nueva y original visión de Cristo en la Cruz. La obra, en la que ya venía pensando desde mucho tiempo atrás, fue comenzada a mediados de la década de los años cuarenta. La idea y su materialización en el lienzo tomaron un largo periodo de tiempo, motivada, de una parte, por la búsqueda incansable de los ideales en los que el pintor venía reflexionando ; y retardada, por otra parte, por la inconformidad de los resultados a los que llegaba que acababa rompiendo y destrozando.
Uno de los problemas principales a los que se enfrentó Benito Prieto fue a la censura de la obra por parte de la Iglesia, que llegó a considerar el cuadro como "blasfematorio". El párroco de Padul llegó a organizar trisagios para la destrucción del cuadro y la salvación del alma del pintor. Fue incluso llamado ante un tribunal de teólogos, presidido por el cardenal D.Agustín Parrado García, para explicar o defender el proyecto.
Finalmente, la primera versión del cuadro (llegó a pintar otras tres más) fue expuesta en la Exposición Nacional de 1948. El impacto social de la obra fue enorme, dando lugar a multitud de críticas y comentarios, a favor y en contra, de lo que se hizo eco la prensa nacional e internacional. Se trataba de una visión cruda y terrible de un Cristo que rompía con la iconografía imperante hasta el momento. La obra obtuvo medalla en aquel certamen, aunque el autor renunció a tal honor y al premio para poder mantener la propiedad sobre el cuadro.
La segunda versión, de 1951, de un tamaño cercano a los 4 metros de altura, nos presenta una visión del Crucificado mucho más dramática y exacerbada que la primera, aunque el cuadro sería después destruido por su autor.
La tercera versión, el Cristo de la Paz, hoy en paradero desconocido, ofrece algunas diferencias formales sobre las anteriores. En una composición horizontal, la figura de Cristo aparece entre dos representaciones de la Muerte, que portan sendas imágenes de las explosiones nucleares, como signos del espanto de la Humanidad que crea su propia destrucción.
El llamado Cristo de Kennedy es la cuarta y última versión del tema y es un homenaje al presidente asesinado. La efigie del estadista aparece a los pies del Crucificado, en actitud orante, representado en las páginas de una revista. El cuadro preside actualmente la Biblioteca-Museo Kennedy de la Universidad de Harvard, en EE. UU.
El Cristo de Benito Prieto Coussent presenta profundas modificaciones con respecto a la imagen clásica de Cristo representado en la cruz. Está considerada por la crítica como pieza de capital importancia en la iconografía religiosa y la obra de arte religioso más importante del siglo XX.
|  |  |  |  |

La idea del artista era la búsqueda de una imagen de Cristo crucificado que se acercara lo más posible a lo que debió ser la imagen “real”, sin contaminación alguna de los sedimentos que fue dejando en la cultura una iconografía reiterativa de los diferentes crucificados.
Desde el punto de vista plástico, se nos presenta una imagen de exacerbado realismo, paradigma de lo que se ha dado en llamar “tremendismo”, tan característico del arte de Benito Prieto. Parte de los bocetos del proceso de gestación de estas obras son la serie de ocho magníficos dibujos al carbón, que hoy se conservan en la Facultad de Bellas Artes de Granada.
Desde el punto de vista antropomórfico, Prieto realizó numerosos estudios ante el natural sobre modelos vivos y muertos. Los cadáveres, donde el pintor estudiaba la mecánica de la muerte, le eran facilitados por el Dr. Guirao en las salas de anatomía del Hospital de San Juan de Dios.
Desde el prisma teológico y arqueológico, innumerables lecturas y conversaciones con el jesuita, P. Juan Leal, eminente teólogo, sobre la adecuación de las innovaciones que aportaban los bocetos de Cristo.

### El Retrato
Uno de los géneros cultivados con gran éxito por Benito Prieto es el retrato, donde despliega su conocimiento de la técnica dibujística y pictórica, consiguiendo obras de gran capacidad expresiva. Muchos de ellos fueron elaborados al carbón. Sus modelos, entre otros muchos, fueron Ramón Menéndez Pidal, Antonio Vallejo Nájera, Ignacio Barraquer, Gregorio Marañón, Francisco Javier Sánchez Cantón, Juan Ossorio Morales, Antonio Bienvenida o El Cordobés, personajes y personalidades que profesaron profunda admiración para con el pintor.
La obra póstuma del pintor, que quedó inacabada, fue el Retrato de Don Manuel Fraga, encargo oficial del que fuera Presidente de la Junta de Galicia.

### Estilo
La crítica ha calificado la obra de Benito Prieto como trágica o tremendista. Es una obra escasa, consecuencia del carácter inconformista de su autor y de su extremo deseo de perfección, que le llevó a rectificar y destruir muchos de los trabajos acabados. No firmaba sus cuadros y realizó escasas exposiciones.
Observando la relativamente poca producción, se podrían trazar varias líneas temáticas bien definidas, dejando aparte el importante capítulo de los “Cristos”: una es el acercamiento a las formas y elementos sencillos y cotidianos; otra, la retratística, en la que tanto destacó Prieto, y otra, cuyo eje central es el ser humano y su trascendencia espiritual, como los personajes humildes y anónimos, los mendigos, los toreros o esos héroes como El Padre Damián, apóstol de los leprosos. Además de otras obras, más simbolistas que meramente realistas como El peregrino de la paz y Quien me librará de este cuerpo de muerte, de gran formato y mensaje trascendente.
La obra, de Benito Prieto Coussent, siempre al servicio del sentimiento, de impecable resolución plástica y técnica, podemos resumirla como la propia vida de su autor: apasionada, rotunda, vitalista y humanista.
F. Gil Tovar escribió:
“Si hubiera que hacer una definición telegráfica de Benito Prieto como pintor, podría decirse: Magnífico dibujante. Realista expresivo, es decir, clásico y moderno. Apasionado en la concepción y mental en la ejecución. Artista integral, del corte de los del Renacimiento, duro y sensible. Y eterno repulsivo de las medias tintas.”

### Obra en colecciones públicas
La obra de Prieto Coussent está repartida en museos y colecciones de Estados Unidos, México, La Habana, Buenos Aires, Estambul, Estoril, Londres, Ciudad del Cabo, Madrid, Barcelona, Santiago de Compostela, La Coruña, Vigo, Ribadeo, Tuy, Guadalupe (Cáceres), Almería, Granada, y entre otras, en las colecciones de la Casa Real Española, Ministerio de Educación y Ciencia, Banco Nacional de París, Diputación Provincial de Lugo, Parroquia de Galdó (Vivero), Monasterio de Samos, Monasterio de Guadalupe, Decanato de la Facultad de Farmacia y Rectorado de la Universidad de Granada, Real Academia de Bellas Artes de Nuestra Señora de las Angustias de Granada, Museo de Bellas Artes de Granada, señores de Marañón, Vallejo-Nájera, Marqués de Magallanes, Natalia Figueroa, Duquesa de Alba, Carlos y Emilio Zurita, González de Vega, Prieto-Moreno, Castro Nievas, Elena Martín-Vivaldi, Gallego Burín, Gentile, Alfredo Danao, Enrique Hernández, García-Vélez, Osorio Morales, Excma. Sra. Dñª. Corona González, Infante don Fernando de Baviera, Conde de los Gaitanes, Condesa de Santo Venia, Conde de Barcelona, Doctor Cardenal, Piñerúa, Aróstegui, etc., etc.

### Exposiciones
Ha expuesto en El Palacio de Cristal de Madrid (1948), Galería Bética de Madrid, Galería Layetana de Barcelona (1948), Centro Artístico de Granada (1952), Museo Casa de los Tiros de Granada (1953), Galería Bética de Madrid, en Atarfe (Granada), Málaga, Santiago de Compostela, Monasterio de Santo Domingo y Diputación de Granada (Donde expuso Cristo en la Cruz a beneficio de la Campaña de la Lucha Contra el Cáncer), Banco de Granada, Palacio de la Madraza de la Universidad de Granada (1983), Galería L'Aguada de Granada, Galería de "La General" de Granada en Madrid (1985), Casa das Artes de la Concejería de Cultura de Vigo (1992) y Centro Cultural Caixavigo, Vigo (1996)
Otras exposiciones destacadas en las que participó son:
“Primer Encuentro Hispano-Árabe de Almuñécar”. Almuñécar (Granada). 1988
“Granada, un proyecto para el 92” Universidad de Granada. 1992
“Obras maestras del patrimonio de la Universidad de Granada", 2006
“Benito Prieto Coussent (1907-2001). Dibujos”. Galería Jesús Puerto, Granada. 2001 (Exposición póstuma)
“Benito Prieto Coussen y la tauromaquia”. Galería Ceferino Navarro, Granada .2008 (Exposición póstuma)

## Sociedad Cultural Benito Prieto
Tras la muerte del pintor se constituye la “Sociedad Cultural Benito Prieto”, promovida por los herederos del artista, su viuda, Doña Amparo Serrano Sánchez y por su discípulo y biógrafo Luis Ruiz Rodríguez y con el respaldo del Ayuntamiento de Ribadeo (Lugo), el Ayuntamiento de Padul (Granada) y el Ayuntamiento y la Universidad de Granada; con el objetivo de salvaguardar el legado de Benito Prieto y difundir su memoria.
Luis Ruiz Rodríguez, profesor del Departamento de Pintura de la Universidad de Granada, prepara la tesis doctoral sobre la figura y la obra del gran pintor.